# Frederiksberg Allé Station
Frederiksberg Allé Station er en undergrundsstation på den københavnske Metros cityring. Stationen er beliggende i takstzone 1 og åbnede 29. september 2019.
Frederiksberg Allé Station ligger på hjørnet af Frederiksberg Allé og Platanvej, med hovedtrappe mod gadehjørnet.
Byggeriet begyndte i november 2010 med ledningsarbejde og arkæologiske udgravninger. Selve udgravningen begyndte i 2012, og stationen som sådan var færdig i 2017.

## Stationens udformning
Stationen er en dybtliggende station, beliggende ca. 20 meter under jorden.
Stationens vægge er udformet i keramiske plader i grønne nuancer, som reference til lindetræerne på Frederiksberg Allé.
På stationsforpladsen opførtes en bygning, der skal huse Madkulturens Hus samt boliger. Hovedtrappen er placeret under Madkulturens Hus i krydset Frederiksberg Allé/Platanvej, hvor hovedtrappen består af to separate trappeskakter med hver to rulletrapper til gadeplan. En bitrappe med almindelige trappetrin er beliggende umiddelbart øst for hovedtrappen. Der er underjordisk cykelparkering mellem de to trapper. Stationen, boligerne og Madkulturens Hus er designet af Cobe.

## Galleri
- Madkulturens Hus som stationen ligger under.
- Hovedindgangen ved Frederiksberg Allé.
- Concourseniveau under gadeplan.
- Stationens vægge er grønne.
- Perronen.